# 宽苞微孔草
宽苞微孔草（学名：Microula tangutica）是紫草科微孔草属的植物，为中国的特有植物。分布在中国大陆的西藏、青海、甘肃等地，生长于海拔3,600米至5,200米的地区，多生长于山顶草地或多石砾山坡，目前尚未由人工引种栽培。